# Sorbais
Sorbais es una comuna francesa situada en el departamento de Aisne, en la región de Alta Francia.

## Demografía
| 460 | 412 | 354 | 337 | 308 | 286 | 257 |
| Para los censos de 1962 a 1999 la población legal corresponde a la población sin duplicidades (Fuente: INSEE [Consultar]) |     |     |     |     |     |     |